# ウィリアム・グローバー＝ウィリアムズ
ウィリアム・チャールズ・フレデリック・グローバー＝ウィリアムズ（William Charles Frederick Grover-Williams, 1903年1月16日 - 1945年3月18日）は、フランス生まれのイギリス人レーシングドライバーであり、軍人（スパイ）である。
レーシングドライバーとしては、1920年代から1930年代にかけて活躍し、1929年に開催された第1回モナコグランプリの優勝者として特に知られる。（→#レーシングドライバー）
軍人（スパイ）としては、第二次世界大戦に際してイギリスの諜報機関である特殊作戦執行部（SOE）に所属し、ナチス・ドイツ占領下のフランスで諜報活動を行った。この活動でナチス・ドイツに捕まり、刑死した。（→#第二次世界大戦）

## 経歴
1903年1月、フランスのパリにほど近いモンルージュという町で、同地で馬の生産者をしていたイギリス人の父フレデリック・グローバーと、フランス人の母エルマンス・ダガン（Hermance Dagan）の第2子として出生した。
その家庭環境のため、グローバー＝ウィリアムズは英語とフランス語の両方を流暢に喋れるように育った。
1914年、11歳の時、第一次世界大戦の勃発により、グローバー＝ウィリアムズはイギリス・ハートフォードシャーの親戚の家に送られた。戦時中に一家はモナコ公国のモンテカルロに移住し、そこで姉が付き合っていた人物が戦前はロールス・ロイス社でエンジニアをしていた人物で、強い影響を受けたことでグローバー＝ウィリアムズは短期間で自動車への関心を非常に高いものとしていった。グローバー＝ウィリアムズはモナコで運転免許を取得し、姉の恋人からの斡旋もあって、ロールス・ロイスに乗るような金持ちのお抱え運転手として多額の稼ぎを得た。

### レーシングドライバー

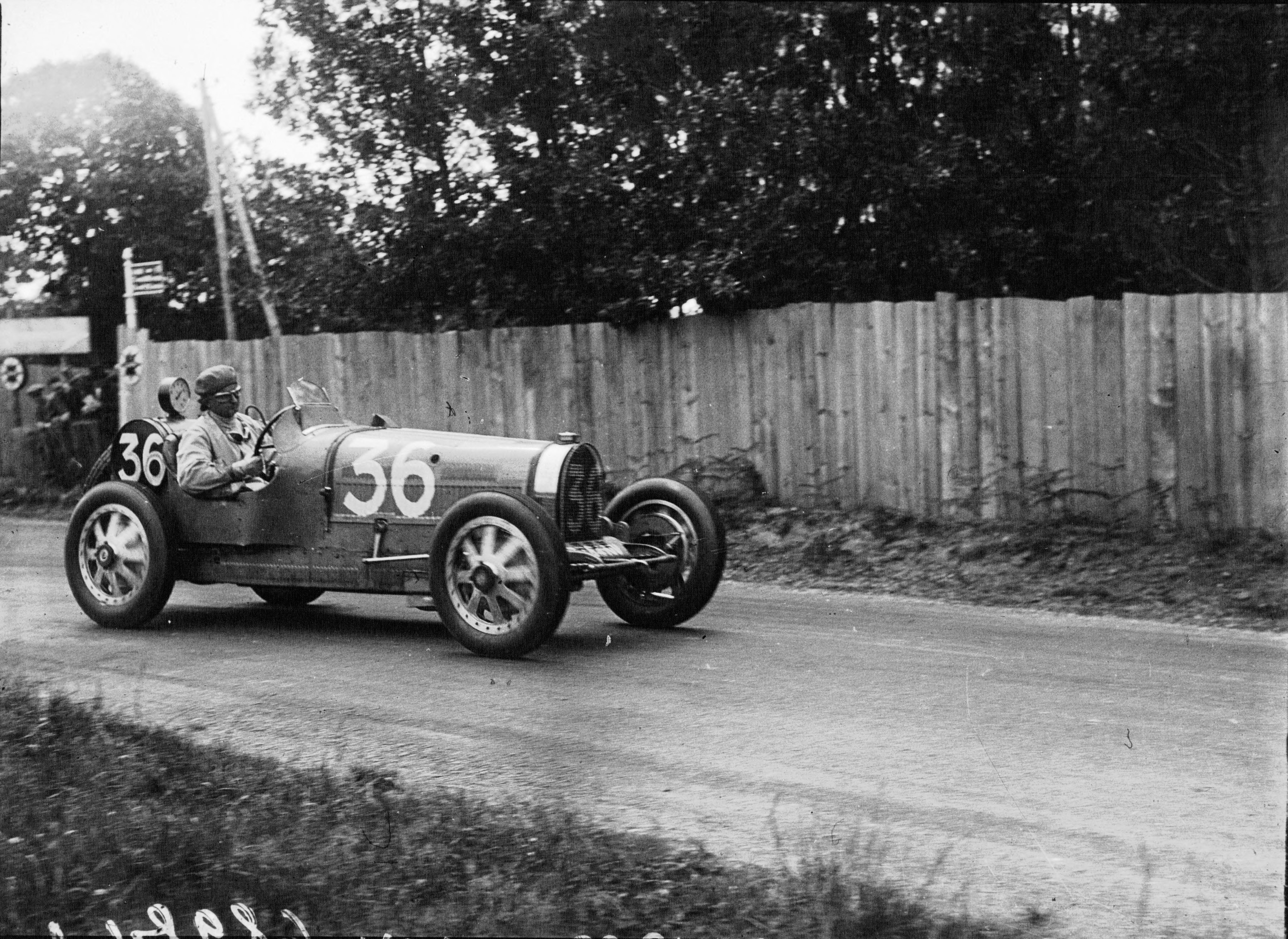
1929年フランスグランプリ（ル・マン）で、ブガッティ・タイプ35Bを駆るグローバー＝ウィリアムズ。前年に続いてフランスGPを連覇した。

1920年代初め、グローバー＝ウィリアムズはオートバイレースに参戦を始めた。1924年にイスパノ・スイザ・H6を入手して四輪自動車レースへの参戦を始め、1925年のラリー・モンテカルロに参戦した。
イスパノ・スイザは車重が重すぎてレースでは不利だったため、ほどなく、より高性能なブガッティ・タイプ35を熱望するようになる。レースには家族に黙って参戦していたことから、その資金援助を当てにすることはできず、車の入手には資金面で困難が伴ったが、グローバー＝ウィリアムズの熱意と能力を知ったエットーレ・ブガッティの口利きで、タイプ35の中古車を安価に譲られたと言われている。
1926年はサンビームのワークスチームで走る機会もあったが、タイプ35を入手して以降は主にブガッティを駆り、プライベーターだったため、（ブガッティワークス車両の青ではなく）ブリティッシュレーシンググリーンに塗装した車両を走らせた。グローバー＝ウィリアムズはフランス中のレースに参戦し、1928年と1929年にはフランスグランプリを連覇した。いくつかの優勝の中でも、1929年に開催された第1回モナコグランプリにおける優勝により、「モナコグランプリ最初の優勝者」としてその名は後世まで知られることとなる。
その後も、1931年にはベルギーグランプリ（スパ・フランコルシャン）で優勝し、1931年から1933年にかけてはフランス西部のラ・ボル＝エスクブラックで開催されていたラ・ボルグランプリを3連覇するといった華々しい成績を残した。
グローバー＝ウィリアムズはグランプリレースで通算7勝し、当時までのイギリス人ドライバーとしては最も多くのグランプリ優勝を果たしたドライバーとなった。しかし、当時のイギリスでは知名度がなかったという。

### 第二次世界大戦
ドライバーとして名声を得た後、命の危険のない静かな生活を送ることを望んだことから、1933年限りでレースから引退した。引退した時点で30歳で、その後は、妻のイヴォンヌとともにコート・ダジュール（ボーリュー＝シュル＝メール）の自宅とパリの別宅を行き来し、富裕層にブガッティを販売するなどしつつ悠々自適の生活を送っていた。
1939年9月にナチス・ドイツがポーランドに侵攻して戦争が始まると、イギリス陸軍に志願し、フランス国内で同軍の士官付きの運転手を務めた。1940年にフランスがナチス・ドイツによって占領されたため（ナチス・ドイツによるフランス占領）、グローバー＝ウィリアムズはイギリスに逃れた。
当初はイギリス陸軍兵站隊（RASC）に所属していたが、フランス語と英語の両方を流暢に話せたことから、グローバー＝ウィリアムズは1941年に同軍の特殊作戦執行部（SOE）に配置転換させられた。諜報員としての技能を習得する訓練の後、1942年6月にフランスに送り込まれ、かつてのレース仲間であるロベール・ブノワらとも協力し、パリで諜報と工作活動のネットワークを築き、現地民に組織的なサボタージュを行わせる工作であるとか、近い将来のフランス上陸作戦（1944年6月にオーヴァーロード作戦として実行される）のパラシュート降下に向けた下準備といった任務を遂行した。
1943年8月2日、グローバー＝ウィリアムズはナチス・ドイツの親衛隊保安局（SD）によって逮捕され、長期間に渡って尋問（拷問）を受けるが、情報を漏らすことはなかったと考えられている。そうして、特別捕虜とみなされ、ザクセンハウゼン強制収容所送りとなる。

## 死去
1945年3月、ザクセンハウゼン強制収容所において、グローバー＝ウィリアムズは処刑（銃殺）されたとされる。
グローバー＝ウィリアムズが処刑された日付は正確には伝わっておらず、戦争省が作成した公式死傷者リストにおいては、当初「1945年2月1日もしくはそれからほどなく」と記載され、後に「1945年3月18日もしくはそれからほどなく」と修正されている。コモンウェルス戦争墓地委員会の記録では、グローバー＝ウィリアムズの死去した日付は「1945年3月18日」とされている。

### 死後
SOEの長官であるコリン・ガビンズ少将は、1945年9月にグローバー＝ウィリアムズに大英帝国勲章を授与するよう推薦する予定だったが、本人が既に死去していたことが判明したため、授与は行われなかった。
SOEの存在は戦後数年は秘匿されており、グローバー＝ウィリアムズがフランスにおける諜報活動に関わっていたことは当時のレース関係者たちには知られていたが、その背景までは知られていなかった。関連文書は2003年になって初めて公開され、本人の死から50年以上経った後、グローバー＝ウィリアムズの戦時中の活動も明らかになった。
第1回モナコグランプリの優勝者であることから、モンテカルロ市街地コースの第1コーナー付近に、ブガッティ・タイプ35Bを駆るグローバー＝ウィリアムズの銅像が置かれている。この像はフランスの彫刻家フランソワ・シュバリエ（François Chevallier）によって制作されたもので、1991年にモナコ大公レーニエ3世によって除幕された。

## 人物

### 偽名
グローバー＝ウィリアムズはオートバイレースに参戦し始めた当初から、レース活動を「W Williams」という偽名で行っていた。これはオートバイレースや自動車レースのような命に大きな危険があることをしていると、家族（母親）に知られないようにするためだと言われている。出生時の名は「William Charles Frederick Grover」だが、レースで「W Williams」として名声を得たことから、後述するイヴォンヌ・オービクとの結婚（1929年）を機に、偽名を加えて「Grover-Williams」を姓として用いるようになった。その後もレースでは偽名の「W Williams」を使い続けている。

### 家族
第一次世界大戦の終戦直後の1919年、16歳のグローバー＝ウィリアムズは、パリ講和会議で公式画家を務めていたウィリアム・オーペンにお抱え運転手として雇われた。この時期、オーペンの愛人だったイヴォンヌ・オーピク（Yvonne Aupicq）と良い友人となり、1929年11月にグローバー＝ウィリアムズとイヴォンヌは結婚した。

## レース戦績

### グランプリ勝利
| 年                                                                           | グランプリ                   | 開催地                   | 車両                            | 詳細 |
| ---------------------------------------------------------------------------- | ---------------------------- | ------------------------ | ------------------------------- | ---- |
| 1928年 （英語版）                                                            | フランスグランプリ           | サン＝ゴーダンス         | ブガッティ・タイプ 35           | -    |
| 1929年 （英語版）                                                            | モナコグランプリ             | モンテカルロ市街地コース | ブガッティ・タイプ 35           | 詳細 |
| 1929年 （英語版）                                                            | フランスグランプリ           | ル・マン                 | ブガッティ・タイプ 35           | -    |
| 1931年                                                                       | ベルギーグランプリ†          | スパ・フランコルシャン   | ブガッティ・タイプ 51（英語版） | -    |
| 1931年                                                                       | グランプリ・ドゥ・ラ・ボール | ラ・ボール（英語版）     | ブガッティ・タイプ 51（英語版） | -    |
| 1932年                                                                       | グランプリ・ドゥ・ラ・ボール | ラ・ボール（英語版）     | ブガッティ・タイプ 51（英語版） | -    |
| 1933年                                                                       | グランプリ・ドゥ・ラ・ボール | ラ・ボール（英語版）     | ブガッティ・タイプ 54（英語版） | -    |
| † : グローバー＝ウィリアムズはカベルト・コネッリ（英語版）と車両を共有した。 |                              |                          |                                 |      |

### ヨーロッパ選手権
| 年                                                                           | エントラント             | メーカー   | 1     | 2        | 3      | 4   | 順位   | ポイント |
| ---------------------------------------------------------------------------- | ------------------------ | ---------- | ----- | -------- | ------ | --- | ------ | -------- |
| 1931年                                                                       | ユジーヌ・ブガッティ     | ブガッティ | ITA   | FRA Ret† | BEL 1† |     | 7位＝  | 14       |
| 1932年                                                                       | プライベート・エントリー | ブガッティ | ITA   | FRA 6    | GER    |     | 12位＝ | 20       |
| 1936年                                                                       | ブガッティ               | ブガッティ | MON 9 | GER      | SUI    | ITA | 18位＝ | 28       |
| † : グローバー＝ウィリアムズはカベルト・コネッリ（英語版）と車両を共有した。 |                          |            |       |          |        |     |        |          |

- 太字はポールポジション、斜字はファステストラップ。(key)

## 関連作品
- 『Early One Morning』（2002年・ヘッドラインレビュー（英語版）。著：ロブ・ライアン（英語版）。ISBN 978-0747268727） - 小説。この作品の主人公はグローバー＝ウィリアムズに着想を得ている[17]。
  - 『暁への疾走』（2006年・文春文庫。翻訳：鈴木恵。ISBN 978-4167705282） - 上記書籍の日本語訳。
- 『The Saboteur』 (2009年。販売：エレクトロニック・アーツ、開発：パンデミック・スタジオ（英語版）) - PCゲーム（TPS）。この作品の主人公はグローバー＝ウィリアムズに着想を得ている[W 4]。